# Thought Tones
Thought Tones 1 + 2 zijn twee muziekalbums van de Amerikaanse multi-instrumentalist Kit Watkins. Hij beoefende hier eigenlijk voor het eerst het genre ambient. De albums komen uit op zijn eigen platenlabel Linden Music.
De muziek zoals hij zelf op de achterzijde van de albums omschreef: Audioscapes providing an atmosphere for creative thinking, contemplation, imagination, and other forms of direct and indirect perception.

## Musici
- Kit Watkins – alle instrumenten waaronder synthesizers, dwarsfluit, sopraansaxofoon en percussie.

## Composities

### CD1
1. Tone 1 (12:18)
2. Tone 2 (13:49)
3. Tone 3 (12:26)
4. Tone 4 (12:58)
5. Tone 5 (9:50)

### CD2
1. Tone 6 (16:19)
2. Tone 7 (12:09)
3. Tone 8 (13:47)
4. Tone 9 (11:47)
5. Tone 10 (13:14)